# Pterostichus bicolor
Pterostichus bicolor es una especie de escarabajo terrestre del género Pterostichus, categorizada en la tribu Pterostichini, de la subfamilia Harpalinae. Fue descrita por Aragona en 1830.

## Distribución
Se distribuye por Italia y Francia.